# Horseranch Range
Horseranch Range är ett berg i Kanada.   Det ligger i provinsen British Columbia, i den centrala delen av landet, 3 800 km väster om huvudstaden Ottawa. Toppen på Horseranch Range är 2 078 meter över havet, eller 124 meter över den omgivande terrängen. Bredden vid basen är 1,3 km.
Terrängen runt Horseranch Range är kuperad åt nordost, men åt sydväst är den bergig. Trakten runt Horseranch Range är nära nog obefolkad, med mindre än två invånare per kvadratkilometer.. Det finns inga samhällen i närheten.
Omgivningarna runt Horseranch Range är i huvudsak ett öppet busklandskap.